# 福田秀平
福田 秀平（ふくだ しゅうへい、1989年2月10日 - ）は、神奈川県横浜市緑区（現：青葉区）出身の元プロ野球選手（外野手、内野手）。右投左打。

## 経歴

### プロ入り前
神奈川県横浜市で生まれ、3歳から水泳を始め、10歳の時に背泳ぎ部門でジュニアオリンピック代表候補になるほど成長した。同時期にサッカー部にも所属し、サッカー・水泳の指導者からの引き留めに会ったが最終的に野球を選択した。野球は佐賀県唐津市出身で唐津東高校で3年時に佐賀県大会ベスト4に進んだ父からも厳しい指導を受けた。横浜市立谷本小学校1年生の時に、藤が丘ファイヤーズに入り軟式野球を始め、投手と遊撃手を兼任し、6年生では主将も務めた。横浜市立緑が丘中学校在学中は、世田谷ボーイズで硬式野球を始め、主に遊撃手を守った。
甲子園出場経験がなく、部員も20人ほどの多摩大聖ヶ丘高校に進学、1年秋から二塁手のレギュラーに定着した。3年春に本格的にスイッチヒッターに転向すると才能が開花しプロからも注目される存在となった。3年夏の西東京大会では準決勝で3番を任され本塁打を放ったが日本大学第三高校に2対10で敗れた。
2006年9月25日のドラフト会議・高校生選択会議で大嶺祐太（八重山商工）の交渉権を獲得できなかったソフトバンクから1巡目指名を受け、同年10月19日に仮契約を結んだ。多摩大聖ヶ丘高は進学校であり、福田は同校初めてのプロスポーツ選手となった。2006年の高校生ドラフトで指名された平成生まれの選手は福田の他に延江大輔、土井健大、山田弘喜の3人がいる。他の選手より早く仮契約を済ませ、福田は平成生まれのプロ野球選手第1号となった。背番号は37。

### ソフトバンク時代
2007年1月30日の必勝祈願で体調を崩し、2月1日に春季キャンプ初日を扁桃炎により欠席した。2月4日に復帰して新人イベントを欠席し、休日練習を行った。ウエスタン・リーグ公式戦では遊撃手・三塁手として37試合に出場したが失策も多く、打率.135、3盗塁と結果が出なかったが、フェニックスリーグで本塁打を打ち、秋季キャンプはA組に抜擢された。
2008年は、2年目の春季キャンプはA組で迎えた。オープン戦は2打数無安打で二軍降格となった。5月6日のウエスタン・リーグ対阪神タイガース戦7回の守備中に右足を負傷し、西宮市内の病院で検査の結果、「右足腓骨骨折」と診断された。7月に実戦復帰し、8月2日に山形県野球場で行われたフレッシュオールスターゲームは三塁の守備で途中出場した。8月13日のウエスタン・リーグ対広島東洋カープ戦では城所龍磨・小斉祐輔とリーグ記録タイの3者連続本塁打を打った。10月4日のファーム日本選手権に「8番・二塁手」として先発出場し、三塁打から得点を記録し、チームの日本一に貢献した。二軍では新たに二塁手にも挑戦し、43試合に出場して打率は.239まで上昇した。
2009年7月3日のウエスタン・リーグ対広島戦の走塁で左足甲を傷め、「左足第5中足骨の疲労骨折」と診断され、福岡市内の病院で手術を受けた。二軍では61試合に出場し、打率.277、13盗塁、13二塁打、5三塁打と長打も増え、守備率も向上した。秋季キャンプでは秋山幸二監督から集中的に指導を受けた。
2010年、1月は田中浩康に弟子入りして海外自主トレを行い、春季キャンプはA組スタートとなったが、練習試合の守備でミスを連発してB組降格となった。同年の二軍公式戦では3月から一塁手、5月7日から外野手として出場した。4月29日に、4年目にして初めて出場選手登録され、4月30日の対千葉ロッテマリーンズ戦（福岡 Yahoo! JAPANドーム）で8回1点リード一死満塁の場面で李ボム浩の代走として出場し、プロ初出場を記録した。その後は代走で出場し、5月12日の対中日ドラゴンズ戦の6回にプロ初打席を代打で迎えたが吉見一起の前に空振り三振に倒れた。5月22日の対広島戦では「8番・中堅手」でプロ初の先発出場を果たし、4点リードの3回第2打席・一死満塁の場面で梅津智弘からレフト線へ2点エンタイトル二塁打で初安打・初打点を記録した。中堅手としては二軍で2試合しか守ったことがなかったため、7回5点リード一死二・三塁の守備では石原慶幸の打球を追う際に転倒し、これが2点適時打となって直後に先発・和田毅は降板、自身も城所龍磨と交代した。6月6日に長谷川勇也に代わり二軍降格となったが、6月22日再昇格し、7月19日の対埼玉西武ライオンズ戦の5回2点リード一死一塁の場面で許銘傑 - 上本達之バッテリーからプロ初盗塁を記録し、得点も挙げた。その後は代走要員としてシーズン終了まで一軍に残り、最終的に44試合で15得点を挙げたが、盗塁は3つにとどまった。一軍では先発出場はわずか4試合、守備時は外野の全ポジションと一塁で起用された。

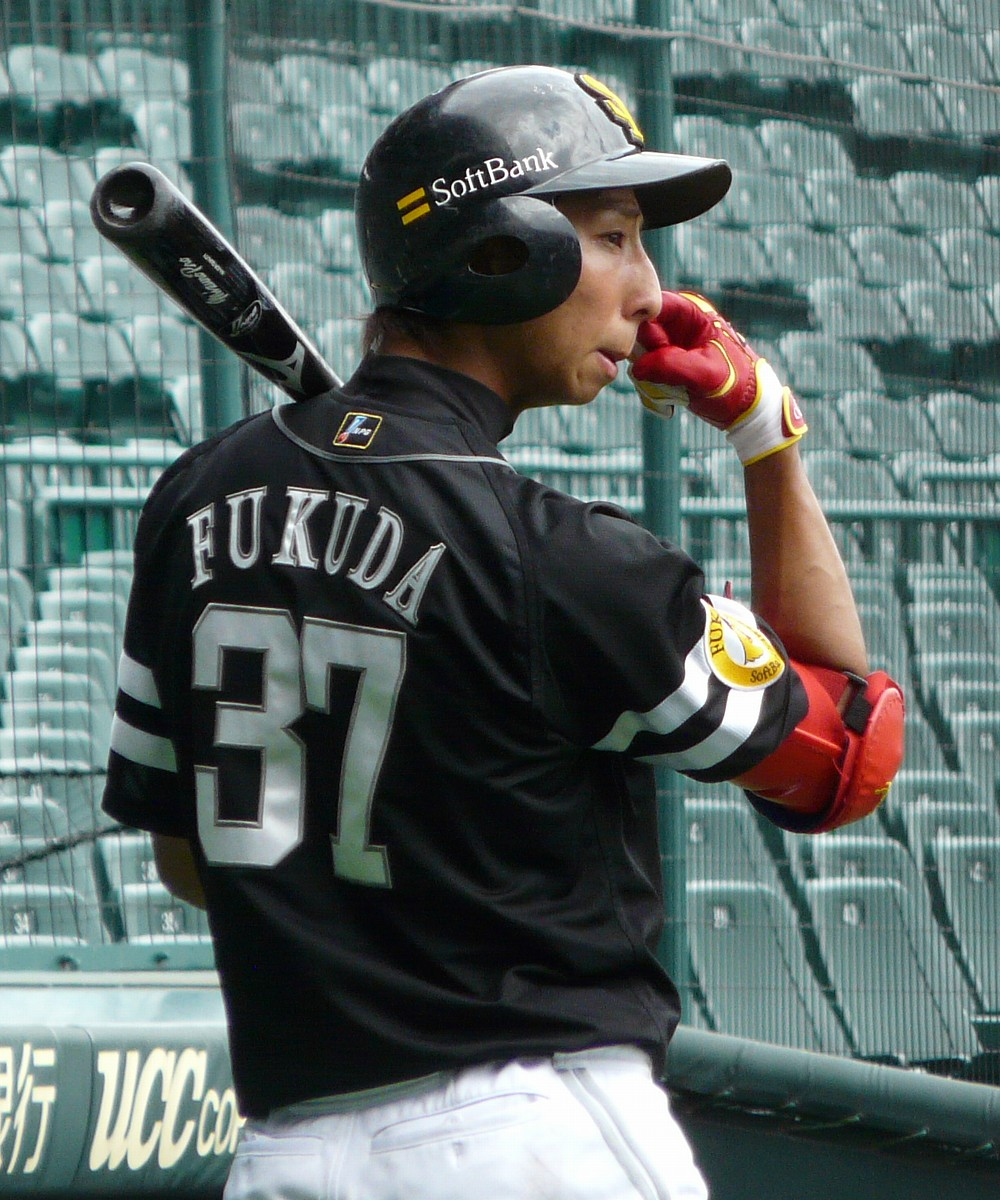
ソフトバンク時代のビジターユニホーム姿

クライマックスシリーズでは全6試合にベンチ入りし、10月18日第5戦で8回に代走として1試合のみ出場した。オフに両打ちから左打ちに専念することを決断した。11月3日からオーストラリアのウィンターリーグに派遣され、22試合に出場し、87打数24安打、打率.276、OPS.775、4本塁打、6打点、5盗塁、5失策だった。
2011年、同年より外野手登録へ変更された。春季キャンプは2月1日のベースランニング中に右足を痛め、右足太もも裏肉離れと診断され、福岡へ強制送還された。一軍合流後はアピールを続け、開幕を一軍で迎えた。代走での起用が続いたが、松中信彦・長谷川勇也の打撃不振により内川聖一が中堅手から左翼手起用となり、4月30日の千葉ロッテ戦で約1年ぶりの先発出場を果たし、5回同点二死一・二塁の場面ではサブローの打球をフェンス際で後ろを向いて倒れながら捕球するなど活躍し、その後13試合外野でスタメン起用されたが、5月17日に自身の打率が2割を切り、代わりに起用された長谷川が5月の月間打率.306と結果を出したことで先発の座を奪われた。6月1日対中日戦で多村仁志負傷交代時に活躍し交流戦優勝マジック点灯に貢献、6月6日の対広島戦では代走から出場し、2打席連続三塁打など結果を出し、6月12日には初めて一塁手で先発出場を果たした。6月18日から故郷・横浜スタジアムにて2試合に途中出場したが打席に立つことはなかった。6月23日の内川の離脱をきっかけに15試合連続でスタメン起用され、7月3日の対オリックス・バファローズ戦ではプロ初のマルチ盗塁を決めた。7月10日の対千葉ロッテ戦では同点の4回に二塁打で出塁し、二死一・三塁の場面では一塁走者の中村晃のスタート後に捕手・的場直樹が二塁へ送球して渡辺俊介がしゃがんだ瞬間スタートを切り、ダブルスチールを成功させ決勝点を挙げた。7月14日の対東北楽天ゴールデンイーグルス戦の2回に飛びついて捕球した際に左肩を強打して負傷交代し、左肩関節亜脱臼の疑いと診断され、7月15日に出場選手登録を抹消された。それに伴い予定されていたフレッシュオールスターゲームへの出場を辞退した。8月6日に一軍へ再昇格し、8月7日に一旦先発出場したが再び控え起用となった。調整で出場した8月30日のウエスタン・リーグ対オリックス戦で満塁本塁打を含む5打数5安打6打点の活躍し、9月6日の対北海道日本ハムファイターズ戦で1か月ぶりの先発出場を果たすと、2回に守備で好返球、4回には同年18勝を挙げるダルビッシュ有から決勝打となる先制の二塁打、7回にも三塁打と活躍し、シーズン終了までのスタメンを勝ち取った。9月28日の対日本ハム戦では武田勝から適時打を含む3安打を放ちプロ初の猛打賞を記録した。9月30日の対西武戦では5回3点ビハインドの場面で西口文也のスライダーをライトスタンドに運びプロ1号となるソロ本塁打を放ち、7回同点無死二・三塁の場面では岡本篤志から決勝適時打を放ち、優勝マジックを1とした。10月1日の同カードでは6回一死二塁の場面で先発の岸孝之から先制の適時打を放ち、明石健志の三塁打で生還、3点リードの9回二死の場面では浅村栄斗のライト線への飛球をスライディングキャッチしてチームはリーグ連覇を果たした。レギュラーシーズンは最終的に97試合に出場し、61試合に先発出場、打順は主に7・8番、守備位置は外野と一塁で起用され自己最多の22盗塁（成功率91.7パーセント）を記録した。打率.252だったが出塁率.281で四球はわずか4と課題も残した。
クライマックスシリーズファイナルステージは2試合に出場し、11月5日第3戦では10回1点ビハインドで代走から出場し、長谷川の適時打で同点の走者として二塁から生還、12回同点の場面では牧田和久から二塁打を打ち、長谷川の安打で二塁からサヨナラの走者として生還しクライマックスシリーズ突破に貢献した。日本シリーズは第1戦・第2戦のスタメンを含む全3試合に出場したが、11月13日第2戦の7回無死一・二塁の場面で同点に繋がる犠打を決めたものの無安打に終わり、第6戦では8回1点ビハインド二死一塁から代走起用されたが盗塁失敗した。なお平成生まれとして日本シリーズに出場した初めての選手となった。アジアシリーズ予選リーグは統一セブンイレブン・ライオンズとの第1戦では無安打だったが、11月26日のサムスン・ライオンズとの第2戦では2回に先発の李宇善から先制の適時二塁打を放ち勝利に貢献した。パース・ヒートとの第3戦は1四球にとどまった。11月29日のサムスンとの決勝戦では7回4点ビハインド二死二・三塁の場面で右中間の打球をスライディングキャッチしてピンチを救い、裏の攻撃で安打でチャンスメイクしたものの、2点差と迫った8回二死一・二塁・一打逆転の場面で初球凡退して試合は敗戦、2005年から続いた日本勢の連覇を止めた。

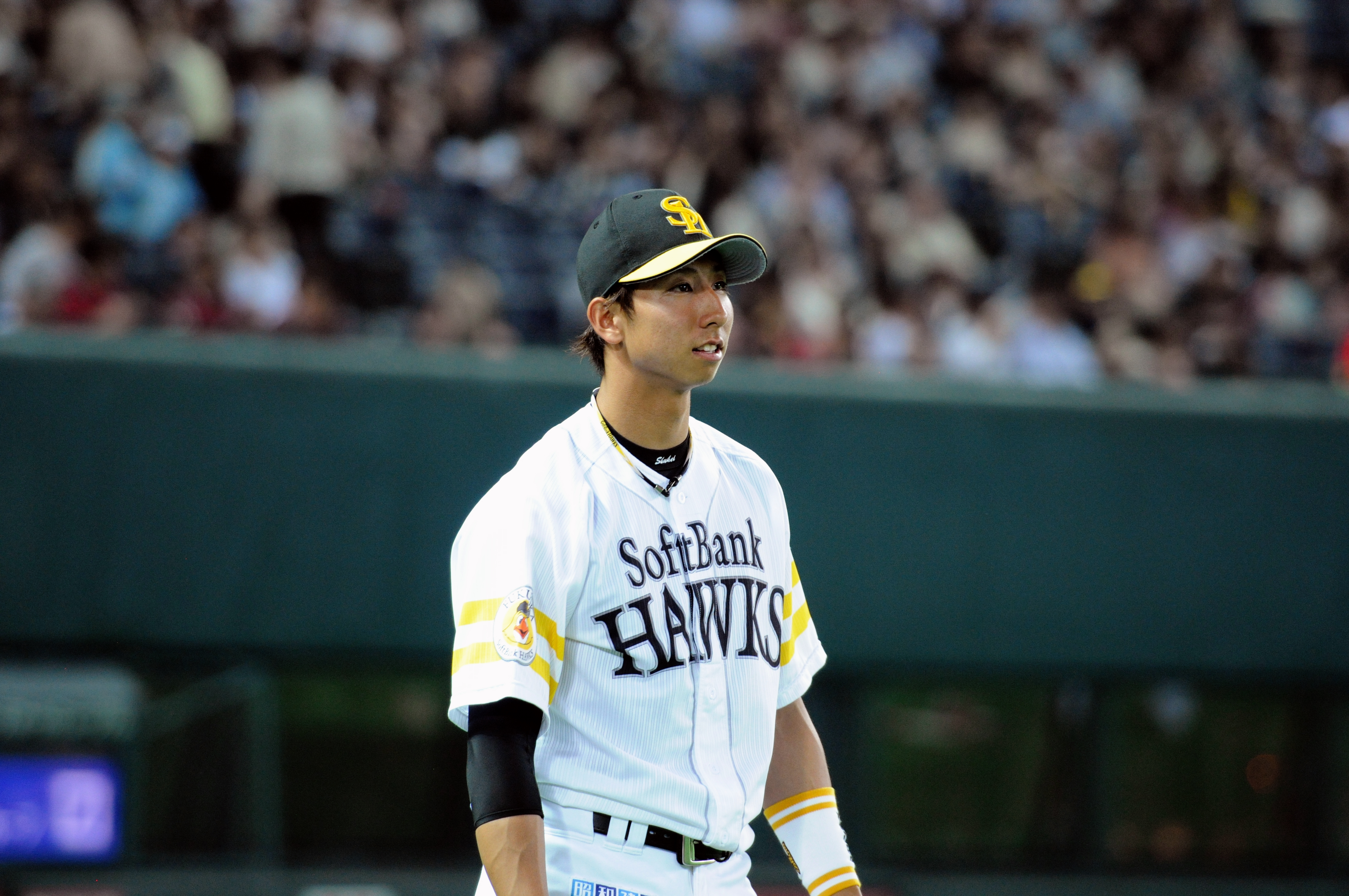
2012年5月4日福岡Yahoo!JAPANドームにて

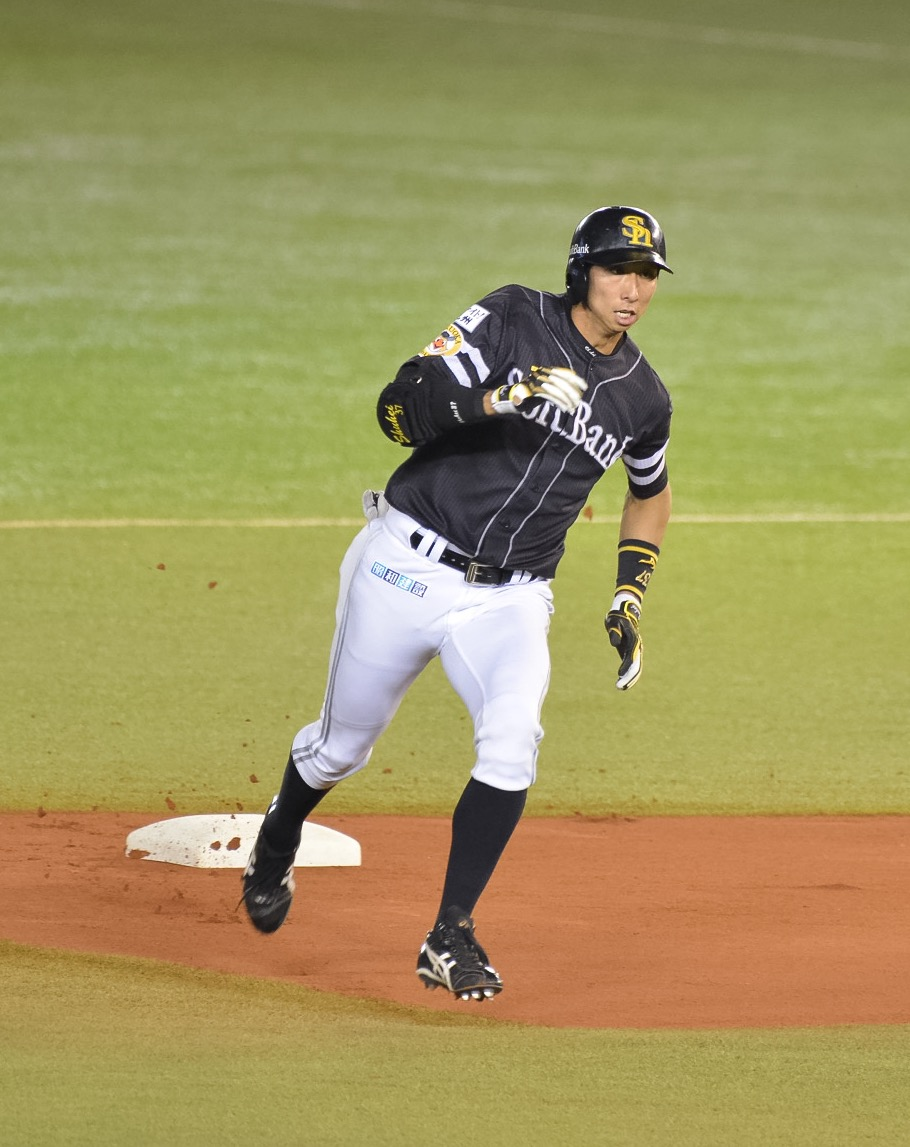
2016年9月28日QVCマリンフィールドにて

2012年は、2年連続開幕を一軍で迎えたものの控えとなり守備などで貢献した。5月11日には途中出場ながら初めて二塁手として出場したが守備機会は無かった。5月22日の対広島戦の先発起用で結果を出し、9試合連続でスタメンとなったが打率が2割を切り、再び控えに戻った。その後は代走や外野守備を中心に出場し、13盗塁中10個を代走で成功させていたが、7月18日の対オリックス戦の走塁中に左膝を痛め、7月25日に左大腿骨骨挫傷のため出場選手登録を抹消され、その後は二軍公式戦も全て欠場した。同年は先発出場11試合と激減、打率も1割台で終えた。オフの11月6日に福岡市内の病院で「左大腿骨外顆軟骨損傷に対する関節鏡視下手術」を行った。
2013年、5月7日のウエスタン・リーグ対広島戦で代打として実戦に復帰した。7月3日に一軍へ昇格し、7月5日の対楽天戦では復帰後初の先発起用に応えて宮川将から適時三塁打を打った。その後は控え中心の起用に戻ったが、8月2日の対西武戦で代走から盗塁を決め、年度を跨ぐ参考記録ながら広瀬叔功の日本記録に並ぶ31連続盗塁成功を達成した。打率.125と低調になり8月12日に二軍へ降格したが、打撃で結果を出して8月30日に再昇格し、シーズン終了まで一軍に残った。一軍出場は33試合、先発出場もわずか4試合、打率も前年を下回り、盗塁も1度だけだった。11月1日からプエルトリコのウィンターリーグに派遣され、21試合に出場し84打数20安打、打率.238、OPS.664、1本塁打、7打点、3盗塁、無失策だった。現地では元・福岡ダイエーホークス所属のペドロ・バルデス打撃コーチから打撃指導を受けた。12月7日に岡島秀樹の入団に伴い、背番号を31に変更した。
2014年1月31日にインフルエンザに感染し、キャンプ地入りできず出遅れ、一旦一軍に合流したものの、開幕は二軍で迎えた。8月13日に福岡市内の病院で「右大腿骨外側膝蓋溝軟骨損傷による内視鏡下デブリードマン手術」を受けると発表した。さらに8月28日にも福岡市内の病院で「左肩関節の内視鏡下バンカート手術」を受けた。長期リハビリを要して一軍出場なしに終わった。二軍では手術前時点の成績でリーグ2位の19盗塁を記録した（成功率90.5パーセント）。11月26日に背番号を37に戻した。
2015年は、春季キャンプ中の2月20日に斗山ベアーズとの練習試合で約8か月ぶりに実戦復帰を果たしたが、3月23日のウエスタン・リーグ対広島戦で帰塁の際に右手を負傷し、福岡市内の病院で検査の結果、「右手第4指中節骨骨折」と診断された。4月28日の三軍対徳島インディゴソックス戦で実戦復帰した。5月8日に午前中の二軍戦で結果を出したことで、工藤公康新監督から同日の対楽天戦で一軍昇格即スタメンに抜擢され、結果で応えた。5月9日の同カードでは10回の代走で二盗を成功させ、2011年からの連続盗塁を32に伸ばし、新記録となった。この記録は翌5月10日の同カードで三盗に失敗し、記録は途切れた。同年は、レギュラー外野手の長谷川勇也の離脱などもあり、出場機会が増加し、84試合の出場を果たした。
2016年、3月25日にコボスタ宮城行われた開幕戦、対楽天戦において、「1番・右翼手」でプロ10年目にして初の開幕スタメン出場を果たし、2回には適時打を記録する。5月まで先発出場で起用されていたが、城所龍磨の好調もあり、徐々に出場機会を失い、6月2日に一軍出場選手登録を抹消される。7月12日に一軍再昇格、9月10日に福岡ヤフオク!ドーム行われた対西武戦において、自身シーズン最多の3号ソロ本塁打を放つ。シーズン成績は、81試合に出場、打率.231、3本塁打、11盗塁だった。12月21日、契約更改交渉を行い、200万円ダウンの2300万円（金額は推定）で契約を更改した。
2017年は、激しい外野手のポジション争いの中、開幕一軍選手登録を勝ち取る。自身が尊敬してやまない川﨑宗則の6年ぶりの日本プロ野球復帰戦となった4月28日の対オリックス戦において、決勝となる2点本塁打を放つ。6月25日の対西武戦では、1点ビハインド9回二死一塁の状況で、増田達至から2点本塁打を放ち、プロ初のサヨナラ本塁打を記録する。この活躍により、7月12日に6月度の「スカパー! ドラマティック・サヨナラ賞」を受賞する。8月31日の対日本ハム戦では、相性の良い大谷翔平から勝ち越し打となる3点本塁打を放つ。9月1日の対楽天戦でジャフェット・アマダーが起こした乱闘騒ぎでは、身を挺して東浜巨を守るなど献身的な姿をみせる。上林誠知の台頭などで激しい外野手のポジション争いがあったが、守備や代走、代打の起用が中心ながら過去最多の104試合の出場を果たした。12月1日、契約更改交渉に臨み、500万円アップとなる年俸2800万円（金額は推定）でサインした。
2018年も、前年同様、激しい外野手のポジション争いの中、開幕一軍を勝ち取る。左の代打、代走、内外野の守備固めなどの起用が中心でありながら、怪我人の多かった開幕一軍メンバーの中で1回も二軍降格することなく、前年を上回る自己最多の110試合に出場を果たす。また、前年とあまり打席数が変わらないながら、自己最多の7本塁打を記録するなど、ここ一番の勝負強さや持ち前のパンチ力を見せつけるシーズンとなった。5月16日の楽天戦では自身初の1試合4安打を記録した。10月2日のロッテ戦では自身初の2打席連続本塁打を記録した。12月27日、契約更改交渉に臨み、800万円アップとなる年俸3600万円（金額は推定）でサインした。
2019年、開幕一軍を勝ち取るもスタメン争いには敗れた。4月10日に「7番・左翼手」で同年初の先発出場。4月14日の対楽天戦では「5番・左翼手」で先発出場するも、9回の第5打席でスイングした際に左脇腹を痛め、翌4月15日に登録抹消された。5月25日に再登録され、同日の試合で「7番・右翼手」でスタメンとして復帰したものの、5月28日の試合では負傷箇所である左脇腹の張りを訴えて途中交代した。その後も試合出場は続けるも状態は上がらず、球宴明けは出場出番がないまま7月20日に登録抹消された。8月10日に再登録され、同日の試合で「8番・中堅手」でスタメンとして復帰。その後はシーズン終了まで一軍に帯同した、2度の登録抹消もあり出場は80試合にとどまったが、9本塁打、26打点は自己最高を記録。10月20日、読売ジャイアンツとの日本シリーズ第2戦では本塁打を放った。オフシーズンの10月26日に国内フリーエージェント権を行使し、宣言前から残留要請をしていたソフトバンクの他、埼玉西武ライオンズ、中日ドラゴンズ、東京ヤクルトスワローズ、千葉ロッテマリーンズ、東北楽天ゴールデンイーグルスの計6球団と交渉の席に着いた。ソフトバンクからは4年契約5億円の提示がなされ、他球団からは、楽天の4年7億円プラス出来高で総額10億円にも上る破格の条件を始め、5球団全てが、4年5億円だったソフトバンクを上回る条件を提示した。

### ロッテ時代
2019年11月26日、自身の後援会公式ブログ内にて千葉ロッテマリーンズの移籍を表明した。ロッテへの移籍を決めた要因について、福田はドラフト会議の数日前に当時の担当スカウトであった松本尚樹が多摩大聖ヶ丘高校を訪れ、福田を高く評価した上で「彼を指名したい」という旨を伝えており、その担当スカウトが現在は球団本部長で福田のFA交渉の場にも同席していたこと、プロ2年目の2008年6月に父親を心筋梗塞で亡くした際、野球を辞めようとまで考えていたところ、その直後の同年7月に乳癌で夫人を亡くした鳥越裕介二軍内野守備走塁コーチ（当時。元ロッテ二軍監督）に励まされたことで「プロ野球選手として生きていく覚悟を決めるきっかけを作ってくださった」という経緯があり、FA時にロッテでヘッドコーチを務めていた同コーチから「5回以上」電話で熱烈に口説かれたことを理由として挙げている。年俸は4年4億8000万円プラス出来高（金額は推定）となり、3600万からの大幅アップとなった。背番号は7。
2020年は、6月の練習試合で12球団6位となる打率.364を記録し、6月19日に行われた古巣ソフトバンクとの開幕戦（福岡PayPayドーム）に「1番・中堅手」として先発出場したが、4打数無安打1四球に終わる。翌日、福岡市内の病院で診察を受けたところ、16日の練習試合の対巨人戦で藤岡貴裕から受けた死球による右肩甲骨の亀裂骨折と診断され、21日に一軍登録抹消となった。7月17日に実戦復帰すると、7月23日に右大腿二頭筋の筋損傷で離脱した荻野貴司と入れ替わりで一軍登録された。その後は調子が上がらず、打率は一時.122まで落ち込んだが、8月4日の対オリックス戦（京セラドーム）で移籍後初本塁打を放つと調子は上向き、同23日のソフトバンク戦からは3試合連続マルチ安打を記録したが、同29日に右恥骨筋損傷で再び離脱。9月23日の対楽天戦（楽天生命パーク）で復帰すると、同試合から5試合連続安打を記録し、同27日の対ソフトバンク戦（ZOZOマリン）では4安打3打点を挙げ、10月3日の対西武戦（ZOZOマリン）では、同点の3点本塁打を放つなど、優勝争い中のチームを支えた。しかし、同6日以降は当たりが止まり、藤原恭大の台頭もあり、シーズン最終盤はスタメンを外れることも増えた。最終的に、62試合の出場で、打率.216、5本塁打、19打点という成績に終わった。クライマックスシリーズでは、第2戦に「7番・左翼手」で出場したが、4打数無安打に終わり、チームも敗退した。
2021年、移籍2年目は前年骨折した右肩甲骨の症状が長引き、開幕は二軍スタートとなった。7月3日に昇格し、翌4日の対イーグルス戦（ZOZOマリン）では決勝適時打を放つが、右肩甲骨の痛みが抜けず(本人曰く「（肩甲骨から上腕骨に伸びる）棘下筋が萎縮してしまった。それによって肩に痛みが出るようになった」)、二軍で右肩甲骨周辺のリハビリ中だった8月28日には新型コロナウイルス感染が発覚。この年は和田康士朗、荻野貴司が揃って盗塁王を獲得し、さらにチーム2位の本塁打を放ったレオネス・マーティンがおり、若手の藤原恭大・山口航輝も出場機会を大幅に増やす外野手争いの中、一軍ではわずか4試合の出場、安打は1本のみだった。
2022年は一軍で20試合に出場するも打率は.171で、オフに右肩の肩関節包切除など死球の後遺症を取り除くための手術を受けた。
2023年は移籍後最少の出場3試合に終わり、オフに戦力外通告を受けた。

### くふうハヤテ時代
2023年12月7日、2024年からのウエスタン・リーグ参加の承認を受けているハヤテ223（当時チーム名未定、その後「くふうハヤテベンチャーズ静岡」と発表）の新入団選手として発表された。ハヤテが独自に実施したトライアウトには参加していなかったものの、12球団合同トライアウトは受験していた。背番号は37。故障を抱えていた右肩がこの年の終盤から良くなっていたことで、「もう1年勝負しよう」と決意しての入団だった。
2024年シーズンに入ると春先から右肩の故障箇所が悪化し、病院での検査を受けたところ、腱板の断裂のほか、上腕骨と肩甲骨の骨の変形が加速しているという診断を受けた。打撃の調子はあがらず、さらに一時体調に不良により離脱していたが、体調不良からの復帰戦となった4月19日の阪神戦では、代打で途中出場し、サヨナラ安打を含む2本の適時打を記録し、球団初のサヨナラ勝ちに貢献した。しかし、練習がままならぬ痛みで、夜間痛もあるという故障箇所の悪化から現役続行は難しいと判断し、家族とも相談の上、5月の時点で現役引退を決意し、NPB球団の補強期間終了日である7月31日には現役引退の方針が各紙で報じられた。同日時点で二軍戦52試合出場し、打率.170、0本塁打、15打点の成績だった。8月1日に引退会見が行われ、会見後の花束贈呈のときにはソフトバンク時代の先輩である川﨑宗則が登場するサプライズがあった。9月28日の阪神戦が折下光輝との合同引退試合となり、福田は「3番・指名打者」として先発出場。第1打席で右前への安打を記録し、二盗も記録した。最終的な成績は58試合の出場で、打率.173、15打点、6盗塁だった。

### 現役引退後
2025年、ベースボール・ユナイテッドのドバイリーグ、アブダビ・ウルブズに加入し、2月に行われたプレシーズンマッチに出場。福田の様子はTBSテレビ『バース・デイ』（2025年4月25日放送）で伝えられた。同年6月、シアトル・マリナーズのスペシャルアサインメントコーチ兼コンサルタントに就任。

## 選手としての特徴
プロ入り前は高校通算38本塁打、50メートル走のタイムは6秒0、ベースランニング1周のタイムは14秒0の俊足だった。通算盗塁成功率は8割を超える。プロ入り後も、一定の長打力と走力を兼ね備えている。ソフトバンク時代は、チーム状況に応じて、先発出場もあったが、代打、代走、守備固めの出場が多かった。守備では、外野だけでなく、ファースト、セカンドも守れるユーティリティである。
元来左打ちだったが、高校3年の夏前に左投手が打てずスイッチヒッターに転向した。2010年オフに秋山幸二監督の助言により左打ちに専念し、左腕対策としては川﨑宗則のアドバイスにより、ベースラインぎりぎりに立っていた打席を、ベースから少し離れて外角には思い切り踏み込むようになった。
好投手から多くの本塁打を放っていることから、エースキラーとも称される。
2015年から2019年までソフトバンクのコーチだった飯田哲也は福田について、守備は「彼の守りはうまいだけでなく“攻めて”いるんですよ。最近は、ここでチャレンジしてほしいなって場面でも無難にプレーする選手が多い中、彼はアグレッシブに行ける選手です」、打撃は「彼は“エースキラー”なんです。なぜなら速いストレートをものともしない」と述べ、2016年、2017年と大谷翔平から本塁打を打っている。

## 人物
- 愛称は「福ちゃん」、「秀平」[150]。
- 同学年の斎藤佑樹（日本ハム）とは高校時代からの友人でもあり、プロになってからも遠征先で会食をする仲である[151]。
- プロ入り時の契約金で、病気で片足を失った父親のために義足を購入した[152]。また、当時のドラフト会議時には指名された選手の顔写真がモニターに表示されるが、中央球界では無名であったので、ドラフト1位の選手の中で唯一顔写真が表示されなかった。
- ドラフト指名時の目標とする選手に当時ソフトバンクに所属していた川﨑宗則を挙げ[7]、2008年1月の自主トレは合同で行った[153]。
- 2016年10月29日、一般女性と同月9日に婚姻届を提出したと報じられた[154]。
- 2017年11月28日、第一子となる男児が誕生したと球団より発表された[155]。
- ソフトバンク所属時、打撃投手兼広報を務めていた帆足和幸は、2017年、子供記者からの「一番凄い打者と思うのは誰ですか」の問いに、「福田秀平選手かな」「福田選手は一軍の試合にはあまり出ないけど、裏で凄く練習しているから」と評価した[156]。
- 大のホークスファンで知られる声優の内田真礼が2017年の「鷹の祭典」で甲斐拓也へのインタビュアーを務めた際、その後ろで福田が内田に気を取られて防球フェンスに激突した「珍場面」が話題となり、その縁で松田宣浩らと共に内田のイベントにメッセージを送った[157]。そして2018年9月11日発行の日刊スポーツに、内田と福田の対談記事が掲載された。福田によると「あのときは（甲斐）拓也がインタビューを受けていて「きれいな方と拓也が話しているな」と思いながら見ていたら（ぶつかった）」とのことである[158]。この対談を取材していた日刊スポーツの記者は、「内田が始球式に来場した当日、内田のことを詳しく知らない選手もいたが、福田は関係者から仕入れたり自身が調べた情報を元に「野球界で例えると、柳田クラスの人気」などと紹介し、チームメイトも内田への関心を強めた。そんな福田の姿勢がイベントを盛り上げたと思われる」と分析している[159]。
- ソフトバンクホークス時代の好物は、ヤフオクドームの選手食堂のカレーライスであり、これがレトルト食品として商品化されると、一度に20個ほど大量購入し自宅にストックしている[160]。
- 千葉ロッテマリーンズでの応援歌は Janne Da Arcの 「霞ゆく空背にして」を原曲としており、福田本人も口ずさむほど気に入っている[161]。しかし、新型コロナウイルスによる無観客試合や応援スタイルの規制によって現在球場での演奏は2022年まで見送られた。その後2023年より声出し応援、鳴り物応援が解禁となり、同年6月25日、そのシーズンの福田の初出場試合となった北海道日本ハム戦にて3年越しに初めて使用された。
- 趣味の一つに競艇（ボートレース）があり、柳田悠岐とはボートレース仲間[162]。

## 詳細情報

### 年度別打撃成績
| 年 度      | 球 団        | 試 合 | 打 席 | 打 数 | 得 点 | 安 打 | 二 塁 打 | 三 塁 打 | 本 塁 打 | 塁 打 | 打 点 | 盗 塁 | 盗 塁 死 | 犠 打 | 犠 飛 | 四 球 | 敬 遠 | 死 球 | 三 振 | 併 殺 打 | 打 率 | 出 塁 率 | 長 打 率 | O P S |
| ---------- | ------------ | ----- | ----- | ----- | ----- | ----- | -------- | -------- | -------- | ----- | ----- | ----- | -------- | ----- | ----- | ----- | ----- | ----- | ----- | -------- | ----- | -------- | -------- | ----- |
| 2010       | ソフトバンク | 44    | 29    | 23    | 15    | 6     | 2        | 0        | 0        | 8     | 3     | 3     | 0        | 4     | 0     | 2     | 0     | 0     | 8     | 0        | .261  | .320     | .348     | .668  |
| 2011       | ソフトバンク | 97    | 244   | 218   | 30    | 55    | 7        | 3        | 1        | 71    | 22    | 22    | 2        | 16    | 1     | 4     | 0     | 5     | 48    | 1        | .252  | .281     | .326     | .607  |
| 2012       | ソフトバンク | 63    | 55    | 53    | 12    | 10    | 1        | 0        | 0        | 11    | 5     | 13    | 0        | 1     | 0     | 1     | 0     | 0     | 18    | 0        | .189  | .208     | .208     | .416  |
| 2013       | ソフトバンク | 33    | 28    | 25    | 4     | 3     | 1        | 1        | 0        | 6     | 1     | 1     | 0        | 2     | 0     | 1     | 0     | 0     | 10    | 0        | .120  | .154     | .240     | .394  |
| 2015       | ソフトバンク | 84    | 183   | 168   | 28    | 39    | 11       | 2        | 1        | 57    | 14    | 10    | 4        | 3     | 0     | 12    | 0     | 0     | 35    | 1        | .232  | .283     | .339     | .622  |
| 2016       | ソフトバンク | 81    | 239   | 212   | 30    | 49    | 5        | 4        | 3        | 71    | 18    | 11    | 3        | 4     | 2     | 20    | 1     | 1     | 51    | 2        | .231  | .298     | .335     | .633  |
| 2017       | ソフトバンク | 104   | 113   | 104   | 15    | 19    | 2        | 1        | 3        | 32    | 16    | 4     | 2        | 3     | 0     | 6     | 0     | 0     | 34    | 1        | .183  | .227     | .308     | .535  |
| 2018       | ソフトバンク | 110   | 128   | 118   | 28    | 31    | 6        | 0        | 7        | 58    | 15    | 6     | 1        | 4     | 0     | 4     | 0     | 2     | 35    | 6        | .263  | .298     | .492     | .790  |
| 2019       | ソフトバンク | 80    | 183   | 166   | 27    | 43    | 8        | 0        | 9        | 78    | 26    | 9     | 3        | 4     | 2     | 11    | 1     | 0     | 48    | 1        | .259  | .302     | .470     | .772  |
| 2020       | ロッテ       | 62    | 225   | 204   | 20    | 44    | 11       | 1        | 5        | 72    | 19    | 3     | 5        | 4     | 0     | 17    | 2     | 0     | 73    | 3        | .216  | .276     | .353     | .629  |
| 2021       | ロッテ       | 4     | 13    | 12    | 1     | 1     | 1        | 0        | 0        | 2     | 2     | 1     | 0        | 0     | 0     | 1     | 0     | 0     | 4     | 0        | .083  | .154     | .167     | .321  |
| 2022       | ロッテ       | 20    | 48    | 41    | 3     | 7     | 1        | 0        | 0        | 8     | 4     | 1     | 0        | 0     | 0     | 7     | 0     | 0     | 13    | 0        | .171  | .292     | .195     | .487  |
| 2023       | ロッテ       | 3     | 9     | 8     | 0     | 2     | 0        | 0        | 0        | 2     | 0     | 1     | 0        | 0     | 0     | 1     | 0     | 0     | 3     | 0        | .250  | .333     | .250     | .583  |
| 通算：13年 | 通算：13年   | 785   | 1497  | 1352  | 213   | 309   | 56       | 12       | 29       | 476   | 145   | 85    | 20       | 45    | 5     | 87    | 4     | 8     | 380   | 15       | .229  | .278     | .352     | .630  |

- 2023年度シーズン終了時

### 年度別守備成績
| 年 度 | 球 団        | 一塁  | 一塁  | 一塁  | 一塁  | 一塁  | 一塁     | 二塁  | 二塁  | 二塁  | 二塁  | 二塁  | 二塁     | 三塁  | 三塁  | 三塁  | 三塁  | 三塁  | 三塁     | 外野  | 外野  | 外野  | 外野  | 外野  | 外野     |
| 年 度 | 球 団        | 試 合 | 刺 殺 | 補 殺 | 失 策 | 併 殺 | 守 備 率 | 試 合 | 刺 殺 | 補 殺 | 失 策 | 併 殺 | 守 備 率 | 試 合 | 刺 殺 | 補 殺 | 失 策 | 併 殺 | 守 備 率 | 試 合 | 刺 殺 | 補 殺 | 失 策 | 併 殺 | 守 備 率 |
| ----- | ------------ | ----- | ----- | ----- | ----- | ----- | -------- | ----- | ----- | ----- | ----- | ----- | -------- | ----- | ----- | ----- | ----- | ----- | -------- | ----- | ----- | ----- | ----- | ----- | -------- |
| 2010  | ソフトバンク | 2     | 3     | 0     | 0     | 0     | 1.000    | -     | -     | -     | -     | -     | -        | -     | -     | -     | -     | -     | -        | 13    | 7     | 0     | 0     | 0     | 1.000    |
| 2011  | ソフトバンク | 22    | 74    | 7     | 0     | 5     | 1.000    | -     | -     | -     | -     | -     | -        | -     | -     | -     | -     | -     | -        | 75    | 115   | 3     | 0     | 2     | 1.000    |
| 2012  | ソフトバンク | 14    | 30    | 1     | 1     | 0     | .969     | 1     | 0     | 0     | 0     | 0     | ----     | -     | -     | -     | -     | -     | -        | 40    | 30    | 0     | 0     | 0     | 1.000    |
| 2013  | ソフトバンク | -     | -     | -     | -     | -     | -        | -     | -     | -     | -     | -     | -        | -     | -     | -     | -     | -     | -        | 23    | 9     | 0     | 0     | 0     | 1.000    |
| 2015  | ソフトバンク | -     | -     | -     | -     | -     | -        | -     | -     | -     | -     | -     | -        | -     | -     | -     | -     | -     | -        | 77    | 77    | 1     | 2     | 0     | .975     |
| 2016  | ソフトバンク | -     | -     | -     | -     | -     | -        | -     | -     | -     | -     | -     | -        | -     | -     | -     | -     | -     | -        | 68    | 83    | 1     | 2     | 0     | .977     |
| 2017  | ソフトバンク | 12    | 40    | 6     | 0     | 4     | 1.000    | -     | -     | -     | -     | -     | -        | -     | -     | -     | -     | -     | -        | 84    | 61    | 0     | 0     | 0     | 1.000    |
| 2018  | ソフトバンク | 24    | 103   | 12    | 1     | 12    | .991     | 3     | 3     | 0     | 0     | 0     | 1.000    | 1     | 0     | 0     | 0     | 0     | ----     | 67    | 42    | 0     | 0     | 0     | 1.000    |
| 2019  | ソフトバンク | 6     | 5     | 0     | 0     | 1     | 1.000    | 1     | 0     | 2     | 0     | 0     | 1.000    | -     | -     | -     | -     | -     | -        | 64    | 67    | 0     | 0     | 0     | 1.000    |
| 2020  | ロッテ       | 2     | 2     | 0     | 0     | 0     | 1.000    | -     | -     | -     | -     | -     | -        | -     | -     | -     | -     | -     | -        | 58    | 104   | 0     | 0     | 0     | 1.000    |
| 2021  | ロッテ       | -     | -     | -     | -     | -     | -        | -     | -     | -     | -     | -     | -        | -     | -     | -     | -     | -     | -        | 4     | 8     | 0     | 0     | 0     | 1.000    |
| 2022  | ロッテ       | 1     | 5     | 1     | 1     | 1     | .857     | -     | -     | -     | -     | -     | -        | -     | -     | -     | -     | -     | -        | 8     | 16    | 1     | 0     | 1     | 1.000    |
| 通算  | 通算         | 83    | 262   | 27    | 3     | 23    | .990     | 5     | 3     | 2     | 0     | 0     | 1.000    | 1     | 0     | 0     | 0     | 0     | ----     | 581   | 619   | 6     | 4     | 3     | .994     |

- 2023年度シーズン終了時

### 表彰
- 月間サヨナラ賞：1回（2017年6月）

### 記録
初記録
- 初出場：2010年4月30日、対千葉ロッテマリーンズ7回戦（福岡Yahoo! JAPANドーム）、8回裏に李杋浩の代走で出場
- 初打席：2010年5月12日、対中日ドラゴンズ1回戦（ナゴヤドーム）、6回表に吉見一起の前に空振り三振
- 初先発出場：2010年5月22日、対広島東洋カープ2回戦（福岡Yahoo! JAPANドーム）、「8番・中堅手」で先発出場
- 初安打・初打点：同上、3回裏に梅津智弘から左翼線適時二塁打
- 初盗塁：2010年7月19日、対埼玉西武ライオンズ13回戦（福岡Yahoo! JAPANドーム）、5回裏に二盗（投手：許銘傑、捕手：上本達之）
- 初本塁打：2011年9月30日、対埼玉西武ライオンズ21回戦（西武ドーム）、5回表に西口文也から右越ソロ

### 背番号
- 37（2007年 - 2013年、2015年 - 2019年、2024年 - ）
- 31（2014年）
- 7（2020年 - 2023年）

### 登場曲
- 「Tik Tok」Ke$ha
- 「Brave」ナオト・インティライミ（2012年 - ）
- 「ルパン」KARA
- 「足音 〜Be Strong」Mr.Children（2016年）
- 「007 - James Bond - Theme」（2016年）
- 「MISSION IMPOSSIBLEのテーマ」（2016年）
- 「Any」Mr.Children（2017年）
- 「終わりなき旅」Mr.Children（2017年 - ）
- 「タマシイレボリューション」superfly（2017年 - ）
- 「タイミング」ブラックビスケッツ（2018年）
- 「YELLOW YELLOW HAPPY」ポケットビスケッツ（2018年）
- 「Starting Over」Mr.Children（2019年）
- 「Everybody Go」Kis-My-Ft2（2019年）
- 「光」宇多田ヒカル（2019年）
- 「Shape of you」Ed Sheeran（2019年）
- 「歌にするから」wacci（2020年 - ）
- 「Brave」ナオト・インティライミ（2022年5月 - ）